# Xenolimosina setaria
Xenolimosina setaria – gatunek muchówki z rodziny Sphaeroceridae i podrodziny Limosininae.
Gatunek ten opisany został w 1918 roku przez Josepha Villeneuve de Jantiego jako Limosina setaria.
Muchówka o ciele długości od 1,25 do 1,5 mm. Tułów jej cechuje się nagą tarczką ze szczecinkami tylko wzdłuż tylnego brzegu. Skrzydła mają szczecinki na pierwszym sektorze żyłki kostalnej co najwyżej dwukrotnie dłuższe niż na drugim jej sektorze, przy czym te najbliższe nasady nie są długie. Użyłkowanie odznacza się prostą lub prawie prostą żyłką radialną R4+5. Środkowa para odnóży ma pierwszy człon stopy pozbawiony długiej szczecinki na spodzie, a goleń z jedną szczecinką grzbietową. Tylna para odnóży nie ma przedwierzchołkowych szczecinek po spodniej stronie goleni, natomiast grzbietowa strona jej goleni zaopatrzona jest w sterczące, długie włoski przedwierzchołkowe. Odwłok jest niespłaszczony i niepunktowany, u samca bez kępek włosków po bokach piątego segmentu, a u samicy z włosowatymi szczecinkami na szczytach przysadek odwłokowych.
Owad znany z Wielkiej Brytanii, Szwecji, Belgii, Węgier i Polski.